# Wilfried Balima
Pour les articles homonymes, voir Balima (homonymie).
Wilfried Benjamin Balima (né le 20 mars 1985 à Bobo-Dioulasso) est un footballeur burkinabé.

## Biographie
En tant que milieu de terrain, Wilfried Benjamin Balima est international burkinabé depuis 2004. Il participe à la CAN 2010, ne jouant qu'un match sur les deux de la sélection, contre le Ghana, en tant que remplaçant de Charles Kaboré à la 59e minute, mais le Burkina Faso est éliminé au premier tour.
Formé à l'US Ouagadougou, il devient joueur professionnel entre 2001 et 2004, ne remportant aucun titre. Puis en janvier 2005, il est transféré dans le club moldave de Sheriff Tiraspol, remportant plusieurs titres nationaux.

## Clubs
- 2001-2004 :  US Ouagadougou
- 2005-2020 :  Sheriff Tiraspol

## Palmarès
- Championnat du Burkina Faso de football
  - Vice-champion en 2003 et en 2004
- Championnat de Moldavie
  - Champion en 2006, 2007, 2008, 2009, 2010, 2012, 2013, 2014, 2016, 2017
- Coupe de Moldavie
  - Vainqueur en 2006, en 2008, 2009, 2017
- Supercoupe de Moldavie
  - Vainqueur en 2005 et 2007.
- Coupe de la CEI
  - Vainqueur en 2009